# Národní památník Davida Bergera
Národní památník Davida Bergera uctívá památku Davida Marka Bergera, 28letého izraelského vzpěrače narozeného v USA, který byl jedním z 11 izraelských atletů zavražděných palestinskými teroristy při útoku v Mnichově na letních olympijských hrách v roce 1972. Památník je věnován památce těchto atletů.
Plastika z černé oceli, ve tvaru rozbitých olympijských kruhů, má symbolizovat přerušení mnichovských her tragickými událostmi a jedenáct segmentů, na nichž kruhy spočívají, představuje sportovce, kteří zemřeli. Sochu vytvořil rumunský rodák David E. Davis.
Socha byla instalována na trávníku Mayfieldova židovského komunitního centra v Cleveland Heights v Ohiu v roce 1975. Národním památníkem byla prohlášena 5. března 1980. Vzhledem k demolici Mayfieldova centra v roce 2005 byl památník přesunut do Mandelova židovského komunitního centra v Beachwood, Ohio. Přestože je památník formálně pod správou národního parku Cuyahoga Valley, jeho údržbu zajišťuje komunitní centrum.